# قلعه روشن
قلعه روشن (زبان مانی: Cashtal Rosien) «قلعه روشن» با تلفظ (ش کسره--ِ-) یا راشن Rushen یک قلعه متعلق به قرون وسطی واقع در کسل‌تاون مرکز جزیره من است. این قلعه از بهترین نمونه قلعه‌های قرون وسطی در جزایر بریتانیا است و هنوز هم به عنوان دادگاه، موزه و مرکز آموزشی مورد استفاده قرار می‌گیرد.